# Alain Simard (réalisateur)
Pour les articles homonymes, voir Alain Simard et Simard.
 (septembre 2014).
Si vous disposez d'ouvrages ou d'articles de référence ou si vous connaissez des sites web de qualité traitant du thème abordé ici, merci de compléter l'article en donnant les références utiles à sa vérifiabilité et en les liant à la section « Notes et références ».
Alain Simard (1964-) est un réalisateur de télévision, musicien, chanteur et compositeur québécois.

## Biographie
Après avoir enregistré avec Mitsou Gélinas et Marianne, il se lance dans l'industrie en 1996 et connaît quelques succès comme Tant que la musique sera bonne, Cabaret et Mlle A. Alors qu'il travaille à MusiquePlus, il lance de nouveaux albums comme Chansons sur les filles et les autoroutes et Daniel Boum paru en 2005.

## Filmographie
- Parodies sur terre (TV) à Musiqueplus de 1994 à 2000
- Hollywood PQ (TV) à Musiqueplus de 1999 à 2002
- La Moche du plateau (2006-****) Série web sur Sympatico
- Super Denis (2008) Canoë/Canal Vox

## Discographie
- Alain Simard (1997)
- Chansons sur les filles et les autoroutes (2001)
- Daniel Boum (2005)